# Sainte-Marie-du-Bois (Mayenne)
Sainte-Marie-du-Bois település Franciaországban, Mayenne megyében. Lakosainak száma 228 fő (2022. január 1.). Sainte-Marie-du-Bois Thubœuf, Le Housseau-Brétignolles, Lassay-les-Châteaux és Rennes-en-Grenouilles községekkel határos.

## Népesség
A település népessége az elmúlt években az alábbi módon változott:
| Lakosok száma | 368  | 254  | 233  | 207  | 224  | 214  | 217  | 227  | 228  | 228  |
|               | 1968 | 1982 | 1990 | 2006 | 2013 | 2015 | 2017 | 2019 | 2020 | 2022 |